# Воробьёв, Виктор Александрович (кёрлингист)
Ви́ктор Алекса́ндрович Воробьёв (род. 18 июня 1976) — российский кёрлингист и тренер по кёрлингу.
В составе мужской сборной России участник восьми чемпионатов Европы (лучший результат — восьмое место в 2004). Пятикратный чемпион и многократный призёр чемпионатов России среди мужчин.
Выступал за различные команды Санкт-Петербурга.
В «классическом» кёрлинге (команда из четырёх человек одного пола) в основном играет на позициях первого и второго.
Мастер спорта России.
Работает тренером по кёрлингу в Санкт-Петербургском училище олимпийского резерва №2 (СПб ГБПОУ «УОР №2 (техникум)», Санкт-Петербург).

## Достижения
- Чемпионат России по кёрлингу среди мужчин: золото (1994, 1996, 2000, 2001, 2003), серебро (1997, 2004, 2015), бронза (1995, 2002, 2005, 2009).
- Чемпионат России по кёрлингу среди смешанных пар: серебро (2015).

## Команды
| Сезон                          | Четвёртый               | Третий           | Второй               | Первый               | Запасной              | Тренер                                  | Турниры                               |
| ------------------------------ | ----------------------- | ---------------- | -------------------- | -------------------- | --------------------- | --------------------------------------- | ------------------------------------- |
| 1993—94                        | Александр Колесников    | Олег Тулантьев   | Алексей Целоусов     | Виктор Воробьёв      |                       |                                         | ЧРМ 1994                              |
| 1994—95                        | Александр Колесников    | Алексей Целоусов | Виктор Воробьёв      | Евгений Изотов       | Матвей Вакин          |                                         | ЧРМ 1995                              |
| 1995—96                        | Александр Колесников    | Виктор Воробьёв  | Евгений Изотов       | Матвей Вакин         |                       |                                         | ЧРМ 1996                              |
| 1996—97                        | Александр Колесников    | Евгений Изотов   | Матвей Вакин         | Виктор Воробьёв      | Юрий Шулико           |                                         | ЧЕ 1996 (17 место)                    |
| 1996—97                        | Алексей Целоусов        | Дмитрий Рыжов    | Виктор Воробьёв      | Сергей Бурмистров    |                       |                                         | ЧРМ 1997                              |
| 1997—98                        | Алексей Целоусов        | Дмитрий Рыжов    | Сергей Бурмистров    | Виктор Воробьёв      |                       | Константин Задворнов, Ирина Колесникова | ЧЕ 1997 (15 место)                    |
| 1998—99                        | Алексей Целоусов        | Дмитрий Рыжов    | Матвей Вакин         | Виктор Воробьёв      |                       |                                         | ЧЕ 1998 (11 место)                    |
| 1999—00                        | Алексей Целоусов        | Дмитрий Рыжов    | Матвей Вакин         | Виктор Воробьёв      | Денис Антоник         |                                         | ЧЕ 1999 (11 место)                    |
| 1999—00                        | Алексей Целоусов        | Дмитрий Рыжов    | Виктор Воробьёв      | Матвей Вакин         |                       |                                         | ЧРМ 2000                              |
| 2000—01                        | Алексей Целоусов        | Дмитрий Рыжов    | Матвей Вакин         | Виктор Воробьёв      | Вадим Школьников (ЧЕ) | Юрий Шулико (ЧЕ)                        | ЧЕ 2000 (14 место) · ЧРМ 2001         |
| 2001—02                        | Алексей Целоусов        | Дмитрий Рыжов    | Виктор Воробьёв      | Александр Колесников |                       |                                         | ЧРМ 2002                              |
| 2002—03                        | Алексей Целоусов        | Дмитрий Рыжов    | Александр Кириков    | Виктор Воробьёв      | Павел Макуха          | Александр Колесников                    | ЧЕ 2002 (13 место)                    |
| 2002—03                        | Алексей Целоусов        | Дмитрий Рыжов    | Виктор Воробьёв      | Павел Макуха         |                       |                                         | ЧРМ 2003                              |
| 2003—04                        | Александр Кириков       | Дмитрий Рыжов    | Вадим Стебаков       | Виктор Воробьёв      |                       | Александр Колесников                    | ЧЕ 2003 (11 место)                    |
| 2003—04                        | Алексей Целоусов        | Дмитрий Рыжов    | Виктор Воробьёв      | Валентин Деменков    |                       |                                         | ЧРМ 2004                              |
| 2004—05                        | Александр Кириков       | Дмитрий Рыжов    | Алексей Целоусов     | Виктор Воробьёв      | Вадим Стебаков        | Александр Колесников                    | ЧЕ 2004 (8 место)                     |
| 2004—05                        | Алексей Целоусов        | Дмитрий Рыжов    | Станислав Семёнов    | Виктор Воробьёв      |                       |                                         | ЧРМ 2005                              |
| 2008—09                        | Пётр Дрон               | Игорь Минин      | Станислав Семёнов    | Виктор Воробьёв      | Артур Ражабов         |                                         | КРМ 2008 (6 место) · ЧРМ 2009         |
| 2009—10                        | Пётр Дрон               | Игорь Минин      | Станислав Семёнов    | Виктор Воробьёв      | Артур Ражабов         |                                         | КРМ 2009 (7 место) ЧРМ 2010 (7 место) |
| 2010—11                        | Антон Бобров            | Александр Бойко  | Александр Орлов      | Станислав Семёнов    | Виктор Воробьёв       |                                         | КРМ 2010 (7 место)                    |
| 2013—14                        | Антон Бобров            | Артур Ражабов    | Александр Орлов      | Александр Бойко      | Виктор Воробьёв       |                                         | КРМ 2013 (5 место)                    |
| 2014—15                        | Алексей Целоусов        | Артём Шмаков     | Алексей Тимофеев     | Евгений Климов       | Виктор Воробьёв       |                                         | ЧРМ 2015                              |
| 2015—16                        | Александр Крушельницкий | Даниил Горячев   | Илья Бадилин         | Виктор Воробьёв      | Дмитрий Старцев       |                                         | ЧРМ 2016 (5 место)                    |
| 2016—17                        | Александр Орлов         | Александр Бойко  | Павел Колобухов      | Виктор Воробьёв      |                       | КРМ 2016 (7 место)                      |                                       |
| 2016—17                        | Александр Орлов         | Александр Бойко  | Владислав Гончаренко | Виктор Воробьёв      | Николай Чередниченко  |                                         |                                       |
| 2016—17                        | Александр Орлов         | Александр Бойко  | Владислав Гончаренко | Виктор Воробьёв      | Павел Колобухов       |                                         | ЧРМ 2017 (9 место)                    |
| 2017—18                        | Александр Орлов         | Александр Бойко  | Владимир Расхорошин  | Виктор Воробьёв      | Павел Колобухов       |                                         | КРМ 2017 (7 место)                    |
| 2017—18                        | Александр Бойко         | Павел Колобухов  | Виктор Воробьёв      | Дмитрий Мельников    | Владислав Гончаренко  |                                         | ЧРМ 2018 (13 место)                   |
| 2018—19                        | Александр Орлов         | Виктор Воробьёв  | Павел Колобухов      | Владислав Гончаренко | Дмитрий Абрамов       |                                         | КРМ 2018 (16 место)                   |
| Кёрлинг среди смешанных команд |                         |                  |                      |                      |                       |                                         |                                       |
| 2011—12                        | Светлана Яковлева       | Илья Бадилин     | Ника Моисеева        | Виктор Воробьёв      |                       |                                         | КРСК 2011 (6 место)                   |
| Кёрлинг среди смешанных пар    |                         |                  |                      |                      |                       |                                         |                                       |
| 2014—15                        | Алина Ковалёва          | Виктор Воробьёв  |                      |                      |                       |                                         | ЧРСП 2015                             |

(скипы выделены полужирным шрифтом)

## Результаты как тренера национальных сборных
| Год  | Турнир                  | Сборная          | Место |
| ---- | ----------------------- | ---------------- | ----- |
| 2019 | Зимняя Универсиада 2019 | Россия (женщины) | 3     |